# Наёмник Куорри
«Наёмник Куорри» (англ. Quarry) — американская телевизионная криминальная драма, основанная на серии произведений американского писателя Макса Аллана Коллинза. Первый сезон сериала был заказан каналом Cinemax в феврале 2015 года. Сценарий телеадаптации написали Грэм Горди и Майкл Д. Фуллер, а режиссёром стал Грег Яйтанс. Съёмки проводились в Мемфисе и Новом Орлеане. Премьера сериала состоялась 9 сентября 2016 года на кабельном канале Cinemax. 31 мая 2017 года сериал был закрыт после одного сезона.
Действие сериала разворачивается в Мемфисе в 1972 году. Морской пехотинец Мак Конуэй и его сослуживец Артур возвращаются домой из Вьетнама после своей второй командировки. На родине их встречают с неприятием. Мак Конуэй сталкивается с проблемой трудоустройства и в поисках заработка вслед за своим другом Артуром подаётся в наёмные убийцы.

## В ролях

### Основной состав
- Логан Маршалл-Грин — Мак Конуэй, в среде наёмников получивший кличку «Куорри»
- Джоди Бальфур — Джони Конуэй
- Дэймон Херриман — Бадди
- Эдоардо Баллерини — Карл
- Никки Амука-Бёрд — Рут
- Мустафа Жакир — Моисей
- Питер Муллан — Брокер

## Список эпизодов

### Сезон 1 (2016)
| № | Название                                              | Режиссёр    | Сценарий                     | Дата премьеры    |
| - | ----------------------------------------------------- | ----------- | ---------------------------- | ---------------- |
| 1 | «You Don't Miss Your Water» «Что имеем — не храним»   | Грег Яйтанс | Грэм Горди и Майкл Д. Фуллер | 9 сентября 2016  |
| 2 | «Figure Four» «Болевой захват»                        | Грег Яйтанс | Грэм Горди и Майкл Д. Фуллер | 16 сентября 2016 |
| 3 | «A Mouthful of Splinters» «Щепок полон рот»           | Грег Яйтанс | Грэм Горди и Майкл Д. Фуллер | 23 сентября 2016 |
| 4 | «Seldom Realized» «Редко осознаём»                    | Грег Яйтанс | Грэм Горди и Майкл Д. Фуллер | 30 сентября 2016 |
| 5 | «Coffee Blues» «Кофе блюз»                            | Грег Яйтанс | Дженнифер Шуур               | 7 октября 2016   |
| 6 | «His Deeds Were Scattered» «Его подвиг стал известен» | Грег Яйтанс | Макс Аллан Коллинз           | 14 октября 2016  |
| 7 | «Carnival of Souls» «Карнавал душ»                    | Грег Яйтанс | Грэм Горди и Майкл Д. Фуллер | 21 октября 2016  |
| 8 | «nước chảy đá mòn» «Земля моих отцов»                 | Грег Яйтанс | Грэм Горди и Майкл Д. Фуллер | 28 октября 2016  |